# Steppenwolf (музичка група)
Степенвулф (енгл. Steppenwolf) је канадско-америчка рок група из шездесетих и седамдесетих година 20. века која се прославила песмама "Born to Be Wild" и "Magic Carpet Ride". Група је добила име по роману "Степски вук" (Steppenwolf) немачког књижевника Хермана Хесеа и то захваљујући чињеници да је вођа групе, Џон Кеј, био немачког порекла.
Оригинална постава групе:
- Џон Кеј, вокал, гитара, усна хармоника
- Џери Едмонтон, бубњеви
- Мајкл Монарк, соло гитара
- Голди Макџон, клавијатуре
- Раштон Мореви, бас гитара

## Дискографија
- Steppenwolf (1968)
- The Second (1968)
- At Your Birthday Party (1969)
- Monster (1969)
- Steppenwolf 7 (1970)
- For Ladies Only (1971)
- Slow Flux (1974)
- Hour of the Wolf (1975)
- Skullduggery (1976)
- Wolftracks (1982)
- Paradox (1984)
- Rock & Roll Rebels (1987)
- Rise & Shine (1990)[2]